# Cmentarz żydowski w Zwierzyńcu
Cmentarz żydowski w Zwierzyńcu – kirkut mieści się przy ul. Monopolowej 158, obok torów kolejowych, naprzeciwko stadionu sportowego. Powstał w połowie XIX wieku. Ma powierzchnię 0,1 ha. Na terenie kirkutu zachowało się około dwudziestu macew. Kirkut posiada ogrodzenie z żerdzi.